# Pingüino (personaje)
El Pingüino (Oswald Chesterfield Cobblepot) (en inglés: The Penguin) es un supervillano ficticio que aparece en los cómics publicados por DC Comics. Es conocido como uno de los enemigos más antiguos y persistentes de Batman. Los artistas Bob Kane y Bill Finger lo introdujeron en Detective Comics #58 (diciembre de 1941). El Pingüino es un hombre bajo y grueso, conocido por su amor a las aves y sus paraguas especializados de alta tecnología. Como un mafioso y ladrón, es conocido como el "señor del crimen"; su negocio de un club nocturno ofrece una cobertura para la actividad criminal, y Batman frecuentemente lo utiliza como una fuente de información sobre el submundo criminal. Según Bob Kane, el personaje fue inspirado por la entonces mascota de una publicidad de cigarrillos "Kool" – un pingüino con un sombrero de copa y bastón. Finger creía que la imagen de señores de la alta sociedad con esmoquin era una reminiscencia de los pingüinos emperador.
A diferencia de la mayor parte de la galería de enemigos de Batman, el Pingüino está en control de sus acciones y está perfectamente cuerdo, características que le ayudan a mantener una relación única con el Caballero Oscuro. Su última caracterización lo representa como el dueño de un club nocturno, el cual es popular en el mundo criminal. Batman llega a tolerar sus operaciones siempre y cuando el Pingüino siga siendo uno de sus informantes. El emprendedor Pingüino a menudo vende propiedad robada o arregla permisos de salida de prisión – claro, por un precio considerable.
El Pingüino ha sido nombrado repetidamente uno de los mejores villanos de Batman y uno de los más grandes villanos de los cómics. El Pingüino ocupó el puesto número 51 en la lista de IGN de los 100 mejores villanos de cómics de todos los tiempos. Y uno de los villanos más malvados de Batman. Burgess Meredith interpretó al Pingüino en la serie de televisión de Batman de 1960, probablemente la encarnación más conocida del personaje. Danny DeVito interpretó a una versión más oscura y grotesca en la película de 1992, Batman Returns. Las posteriores series animadas de Batman lo introdujeron en representaciones alternadas entre un deforme marginado y un aristócrata de alto perfil. Aparece como uno de los personajes principales de la serie precuela Gotham interpretado por Robin Lord Taylor. Él realizó un cameo al final de la miniserie Batman: The Long Halloween sin diálogo. En la secuela, Batman: Dark Victory, el Pingüino tuvo un papel un poco más notable – esta encarnación incluyó elementos de la interpretación de Meredith. Paradójicamente, el Pingüino ha sido nombrado en repetidas ocasiones como uno de los peores y mejores villanos de Batman. Colin Farrell lo interpreta en la película The Batman antes de su propia serie en Max.

## Historial de publicaciones
El Pingüino hizo su primera aparición en Detective Comics # 58 (diciembre de 1941) y fue creado por Bob Kane y Bill Finger.

## Biografía

### Historia de fondo
Nacido como Oswald Chesterfield Cobblepot, el Pingüino fue acosado de niño por su baja estatura, su peso, y su nariz en forma de pico. En algunos medios, sus dedos están unidos, dando lugar a manos parecidas a aletas. Varias historias cuentan que de niño fue obligado a llevar siempre un paraguas por su madre sobreprotectora, debido a la muerte de su padre por neumonía después de empaparse por la lluvia. Su madre era dueña de aves mascotas, las cuales Cobblepot veía como sus únicos amigos. En algunas versiones, Cobblepot se convierte en criminal después de que su madre muera y los pájaros son embargados para pagar las deudas de su madre; en otras, él es un marginado en su familia de alta sociedad, y su rechazo lo lleva a convertirse en un criminal. De acuerdo con sus orígenes, el Pingüino persigue su carrera criminal con clase. Él prefiere la vestimenta formal, vistiendo un sombrero de copa, un monóculo y esmoquin durante sus crímenes.
El alias del Pingüino vino de una burla infantil sobre su grotesca apariencia y su amor por los pájaros. También, cuando Cobblepot intentó por primera vez unirse a una pandilla, fue menospreciado como un "pingüino" y recibió burlas por su paraguas antes de que literalmente fuera expulsado de la guarida criminal. Indignado por el rechazo, decidió hacer del "Pingüino" un nombre para temer, y convertir su paraguas en un arma mortal. Regresó a la guarida y mató al señor del crimen con " el primer paraguas calibre .45 del mundo", reclamando a continuación el liderazgo de los criminales ahora aterrorizados. Algunas historias posteriores sugieren que trató de abandonar ese apodo, el cual odiaba. También se ha dado a entender que odia a las personas altas, esto es debido a las burlas que recibió de niño por su baja estatura, ya que Oswald es muy bajo; mide tan sólo 1,45 cm. Todo ese odio se concentra mucho hacia Batman y a Robin, que aparte de ser altos son físicamente muy atractivos.

### Pre-Crisis
Originalmente conocido solo por su alias, el Pingüino apareció por primera vez en Gotham como un ladrón hábil, robando un valioso cuadro de un museo al ocultar la tela enrollada en el mango de su paraguas. El Pingüino más tarde utilizó la tela para probar su inteligencia ante un grupo de ladrones, al cual le permitieron unirse. Con la ayuda del Pingüino, el grupo logró una serie de ingeniosos robos, pero el líder del grupo y el Pingüino finalmente discutieron, llevando a que Cobblepot lo asesinara con su paraguas. El Pingüino se convirtió en el nuevo líder, y trató de neutralizar a Batman al incriminarlo por ladrón. Los planes del Pingüino finalmente fueron frustrados, pero logró escapar.
El Pingüino fue un enemigo persistente del Dúo Dinámico (Batman y Robin) a lo largo de las Edades de Oro y Plata, logrando varias estrategias, como asociarse con el Joker, tratar de obtener dinero de una compañía de transporte, y participar en la subasta de Hugo Strange sobre la identidad secreta de Batman.
La última aparición del Pingüino, justamente, fue la última aparición del Batman de la Tierra-Uno. Después de que él y una multitud de enemigos de Batman escaparon del Asilo Arkham y la Prisión Blackgate gracias a Ra's al Ghul, el Pingüino aceptó la oferta del terrorista inmortal y llevó a cabo los planes de Ra's para secuestrar a los amigos y aliados de Batman. El Pingüino, junto con el Joker, el Sombrerero Loco, Cavalier, Deadshot y Polilla Asesina, sitiaron a la Jefatura de la Policía de Gotham, pero se enfurecieron cuando el Joker saboteó su intento de capturar al comisario Gordon por rescate. Un enfrentamiento se produjo, con el Joker de un lado, y el Pingüino junto con el Sombrero Loco del otro. El Joker rápidamente los sometió con una explosión de gas de la risa de uno de sus muchos artilugios.

### Post-Crisis
Después de la Crisis, la cual reinició la historia del Universo DC, el Pingüino fue relegado a cameos, hasta que el escritor Alan Grant (quien había escrito antes la historia de origen del Pingüino, "The Killing Peck") y el artista Norm Breyfogle lo trajeron de vuelta, más mortal que nunca. Durante la era del Robin de Tim Drake, el Pingüino formó una breve alianza con el macabro criminal e hipnotista Mortimer Kadaver, quien lo ayudó a fingir su propia muerte como una maniobra para atacar a una desprevenida Gotham. El Pingüino asesinó más tarde a Kadaver, después de tapar sus oídos con papel higiénico para que el hipnotista ya no tuviera poder sobre él.
Después de que Batman frustró este esfuerzo en particular, el Pingüino se embarcó en uno de sus planes más grandes en la historia de tres partes, "The Penguin Affair". Después de encontrar a Harold Allnut en una calle solitaria, sufriendo maltrato físico y verbal por parte de dos pandilleros, el Pingüino toma al tecnológicamente dotado jorobado, mostrándole bondad a cambio de servicios. Harold construye un aparato que le permite al Pingüino controlar bandadas de aves a kilómetros de distancia, el cual utilizó para destruir las comunicaciones de radio en Gotham y estrellar un avión de pasajeros. Este esfuerzo, una vez más, fue frustrado por Batman. Batman finalmente contrató a Harold como su mecánico.
El Pingüino resurgió durante el mandato de Jean Paul Valley como Batman, siendo uno de los pocos que dedujeron que Valley no era el Batman original. Para confirmar esta teoría, él secuestró a Sarah Essen Gordon, la colocó en una trampa mortal que explotaría a medianoche, y se entregó a la policía, utilizando la oportunidad para burlarse del Comisionado Gordon mientras la noche se acercaba. Gordon, cada vez más enfurecido, estaba casi conducido a lanzar a Cobblepot del techo de la jefatura de la policía, antes de que Valley apareciera en el último momento con Sarah. Cuando Valley estaba a punto de irse, él comentó: "No hay nada que el Pingüino puede arrojarme que no haya visto antes". Esto fue un sentimiento con el que el Pingüino accedió de mala gana, aceptando que se había convertido en cosa del pasado.
Posteriormente, Cobblepot centró su atención en un nuevo modus operandi, trabajando bajo el frente de un restaurante legítimo y casino conocido como el Salón Iceberg. A pesar de que fue arrestado varias veces por actividades criminales en varias ocasiones durante el transcurso de su "reforma", él siempre consiguió liberarse de la prisión gracias a abogados caros.
Durante la historia de "No Man's Land", cuando Gotham fue casi arrasada por un terremoto, Cobblepot se quedó cuando el gobierno de los Estados Unidos cerró y bloqueó la ciudad. Él se convirtió en uno de los principales jugadores en la ciudad mayoritariamente abandonada y sin ley, utilizando sus conexiones para beneficiarse con el comercio del dinero que nadie en Gotham podría utilizar para mercancías a través de sus contactos externos de Gotham. Se descubrió que una de estas conexiones era Lex Luthor y su compañía, LexCorp.
El Pingüino fue arrastrado a los eventos de la Crisis Infinita. En el séptimo número de la serie limitada, fue visto brevemente como parte de la Batalla de Metrópolis, una pelea de múltiples personajes iniciada por la Sociedad Secreta de Supervillanos. El Pingüino, junto con varios otros villanos, se quedó boquiabierta ante la aparición sorpresa de Bart Allen.
Un Año Después, mientras el Pingüino estaba lejos de Gotham, el Gran Tiburón Blanco y Tally Man asesinaron a muchos de los villanos que habían trabajado para él, y enmarcó al reformado Harvey Dent. El Tiburón Blanco tenía previsto hacerse cargo del sindicato criminal de Gotham y eliminar a la competencia, incluido el Pingüino. A su regreso en Gótica, el Pingüino reabrió el Salón Iceberg, vendiendo mercancía cara del Pingüino. Él le instó al Acertijo que evitara el crimen, ya que su estilo de vida anti-criminal era más lucrativo.
El Pingüino apareció como una figura prominente en Gothan Underground, una serie enlazada con Countdown. Luchó en una guerra de pandillas contra Tobias Whale e Intergang, mientras supuestamente planeaba un "ferrocarril subterráneo" para los criminales. Cuando el Pingüino se encontraba atendiendo sus negocios, Dos Caras entró al club y solicitó que lo uniera a su proyecto del ferrocarril subterráneo. El Pingüino le dijo que se reuniera con él unas horas más tarde, y posteriormente llevó a cabo una reunión con varios de los villanos más famosos de Gotham, incluyendo Hugo Strange, Dos Caras, el Espantapájaros, y el Sombrero Loco. Batman, disfrazado de Matches Malone, espiaba la reunión detrás de un rincón oscuro. De repente, el Escuadrón Suicida irrumpió la habitación y atacó al conjunto de villanos. Se reveló que el Pingüino estaba involucrado con el Escuadrón Suicida, y que él había reunido a los otros villanos para ganarse el favor del Escuadrón. El Pingüino se reunió más tarde con Bruce Wayne, con el fin de negociar con él. El Pingüino y Spoiler habían reunido a pandillas como los Bat Killers, quienes estaban basados en los enemigos de Batman; los Dead End Boys, basados en el Escuadrón Suicida; las Femme Fatales, basadas en las mujeres villanas; los Five Points Gang, basados en los Cinco Temibles; los L.O.D., basados en la Legión Maldita, a la cual el Pingüino había pertenecido; y los New Rogues, basados en los Rogues. El Pingüino y Tobias Whale entonces comenzaron a luchar, mientras Robin, la Cazadora, Batgirl, y el cuarto Wildcat se involucraron. A pesar de que el Pingüino tenía la delantera, Whale aceptó renuente una tregua para detener a Johnny Stitches y a Intergang. Johnny Stitches le envió al Pingüino un paquete con las gafas y el cuerpo cortado de Mr. Jessup. Cuando el Pingüino tuvo una conversación con Johnny, este último mencionó que Tobias Whale ya no estaba del "lado del Pingüino". Johnny también mencionó que él había amenazado a las familias de aquellos luchando del lado del Pingüino, y le dijo que le estaba dando solo un día para salir de la ciudad. Cuando el Pingüino y el Acertijo estaban hablando en el Salón Iceberg, miembros de Intergang los atacaron. Las cosas se veían mal para el Pingüino, hasta que Batman llegó al rescate. Sin embargo, Batman no había llegado simplemente para salvar la vida de Cobblepot. En su lugar, Batman informó al Pingüino que ahora es su jefe y espera informarle todo en relación con Intergang y lo que pasa en Gotham, a lo cual Cobblepot accedió bastante contento.
Cobblepot más tarde perdió el apoyo de Batman, después de la misteriosa desaparición de este último y la explotación de Intergang del regreso de los Dioses Apokolipsos. Él apareció en Battle for the Cowl: The Underground, donde se mostraron los efectos de la desaparición de Batman sobre sus enemigos.
La pandilla del Pingüino fue absorbida por Máscara Negra II y sus acciones controladas. Cobblepot, con la ayuda del Sombrerero Loco, secuestró a Batman y le lavó el cerebro para asesinar a Máscara Negra.
Durante los acontecimientos de Brightest Day, las Aves Rapaces encontraron al Pingüino golpeado y apuñalado a los pies de una nueva villana conocida como Canario Blanco. Las Aves lo rescataron y huyeron al Salón Iceberg. Mientras se recuperaba, el Pingüino expresó su atracción por Dove. Finalmente, el Pingüino reveló que su herida había sido un engaño, y que él estaba trabajando con Canario Blanco a cambio de valiosos archivos informáticos sobre la comunidad de superhéroes. Él traicionó a las Aves e hirió seriamente a Lady Blackhawk y a Hawk, antes de que la Cazadora lo derrotara. La Cazadora lo grabó con la intención de llevarlo con ella, solo para ser informada por Oráculo de que tenía que dejarlo ir debido a una persecución policial hacia las Aves. Enfurecida por las acciones traidoras de Cobblepot, la Cazadora consideró asesinarlo con su ballesta, pero al final lo dejó atado y amordazado en un callejón con la promesa de que cobraría venganza más adelante.
El Pingüino fue finalmente atacado por los Seis Secretos, quienes asesinaron a muchos de sus guardias durante una emboscada a su mansión. Bane informó a Cobblepot que necesitaba información sobre los asociados con Batman, ya que planeaba matar a Red Robin, Batgirl, Catwoman y Azrael. El Pingüino pronto traicionó la ubicación del equipo, lo cual dio resultado a que la Liga de la Justicia, los Jóvenes Titanes, las Aves Rapaces, la Sociedad de la Justicia, y varios otros héroes cazaran y capturaran a los criminales.
Alrededor de este tiempo, un nuevo supervillano, conocido como el Arquitecto, colocó una bomba en el Salón Iceberg como venganza por los crímenes cometidos por los antepasados de Cobblepot. Aunque Blackbat y Robin fueron capaces de evacuar el edificio, el salón fue destruido en la explosión resultante.

### The New 52
En la nueva línea del tiempo, The New 52, el Pingüino era un cliente de un criminal llamado Raju, quien fue enviado para ofrecerle oro a Dollmaker para liberar a Batman. Mientras se encontraba en su Casino Iceberg, el Pingüino observaba a una disfrazada Charlotte Rivers en sus cámaras de vigilancia, y él le dijo a su secuaz Lark que se asegurara de que Rivers tuviera una historia para morirse. Durante el crossover Death of the Family, el Pingüino es expulsado de Gótica debido a su participación en las acciones del Joker. Su empleado, Ignatius Ogilvy, lo traiciona y se hace cargo de la organización criminal, ahora haciéndose llamar "Pingüino Emperador".

## Poderes y habilidades
El Pingüino es un experto estratega criminal, y utiliza su intelecto para ganar riqueza y poder por medios criminales. Impulsado íntegramente por el interés propio, el Pingüino depende de la astucia, el ingenio, y la intimidación para explotar su entorno en beneficio. Por lo general planea crímenes, pero no los comete frecuentemente. Aunque las peleas y el trabajo sucio son en su mayoría delegados a sus secuaces, él no está por encima de tomar acciones agresivas y letales por su cuenta, sobre todo cuando es provocado. Pese a su apariencia, es un peligroso combatiente cuerpo a cuerpo, con suficientes conocimientos autodidactos sobre el judo y boxeo para vencer a atacantes mucho más grandes que él. Sin embargo, a diferencia del Joker, sus habilidades de combate no son suficientes para hacerle una seria amenaza a Batman. Sus crímenes a menudo giran en torno al robo de objetos valiosos relacionados con las aves, y sus vehículos frecuentemente llevan una temática aviar.

### Equipamiento
El Pingüino siempre lleva un paraguas debido a las exigencias de su obsesiva madre. Su paraguas suele contener armas letales, como ametralladoras, cuchillas, misiles, láseres, lanzallamas, y dispositivos de ácido o gas venenoso. Lleva frecuentemente un paraguas que puede transformar su dosel en una serie de cuchillas giratorias. Esto puede ser utilizado como un mini-helicóptero o como un arma de ataque; él utiliza esto a menudo para escapar de una situación amenazadora. Otro paraguas contiene un patrón en espiral en la parte superior con el que puede hipnotizar a sus enemigos.

## Otras versiones

### Joker
El Pingüino (conocido irónicamente como "Abner" por el Joker) apareció en Joker, una novela gráfica de Brian Azzarello y Lee Bermejo. Esta encarnación opera el Salón Iceberg, maneja la mayor parte de las inversiones personales del Joker, y se ocupa de los ingresos de los combates de boxeo.

### Otros mundos
En la historia de Elseworlds llamada Batman: Crimson Mist, la tercera parte de una trilogía en la que Batman se convirtió en un vampiro, el Pingüino fue el primero de muchos criminales que fueron asesinados por el vampírico Batman después de que él se entregó a sus instintos más oscuros. Batman brutalmente arrancó la garganta del Pingüino mientras bebía su sangre, y posteriormente decapitó a su enemigo para asegurarse de que no regresaría como vampiro.

### Flashpoint
En la línea temporal alterna de Flashpoint, Oswald Cobblepot nunca se convirtió en el Pingüino. En su lugar, él trabajaba como jefe de seguridad del Casino Wayne, proporcionando información sobre clientes y el mundo criminal al Batman de ese mundo, Thomas Wayne.

### Tierra-Uno
En la tierra alterna, Tierra-Uno, de Geoff Johns y Gary Frank, a Oswald Cobblepot jamás se le conoció como el Pingüino, aunque los medios de comunicación hicieron referencias al traje "Pingüino" del Alcalde Cobblepot en un panel, y en realidad era un hombre con un aspecto más normal que también era el corrupto alcalde de Gotham. Él trató de orquestar las muertes de Thomas y Martha Wayne, pero su plan falló y los Wayne fueron asesinados en un asalto al azar la misma noche. Cobblepot dirigía Gotham con mano de hierro, controlando todos los centros de poder de la ciudad y utilizando a un misterioso asesino llamado "Chico Cumpleaños". Él casi mata a Batman con su paraguas ( el cual ocultaba una cuchilla), una vez que descubrió la identidad secreta de Batman, antes de que le dispararan en la cabeza y muriera por Alfred Pennyworth. También se da a entender que él había asesinado a la esposa de James Gordon, cuando el detective estuvo tan cerca de descubrir la participación de Cobblepot en el asesinato de los Wayne, y que él había intentado hacer lo mismo con la hija de Gordon, Barbara, al "enviarle" al Chico Cumpleaños, pero fue salvada por Batman, Gordon y Harvey Bullock.

## En otros medios

### Televisión

#### Acción en vivo

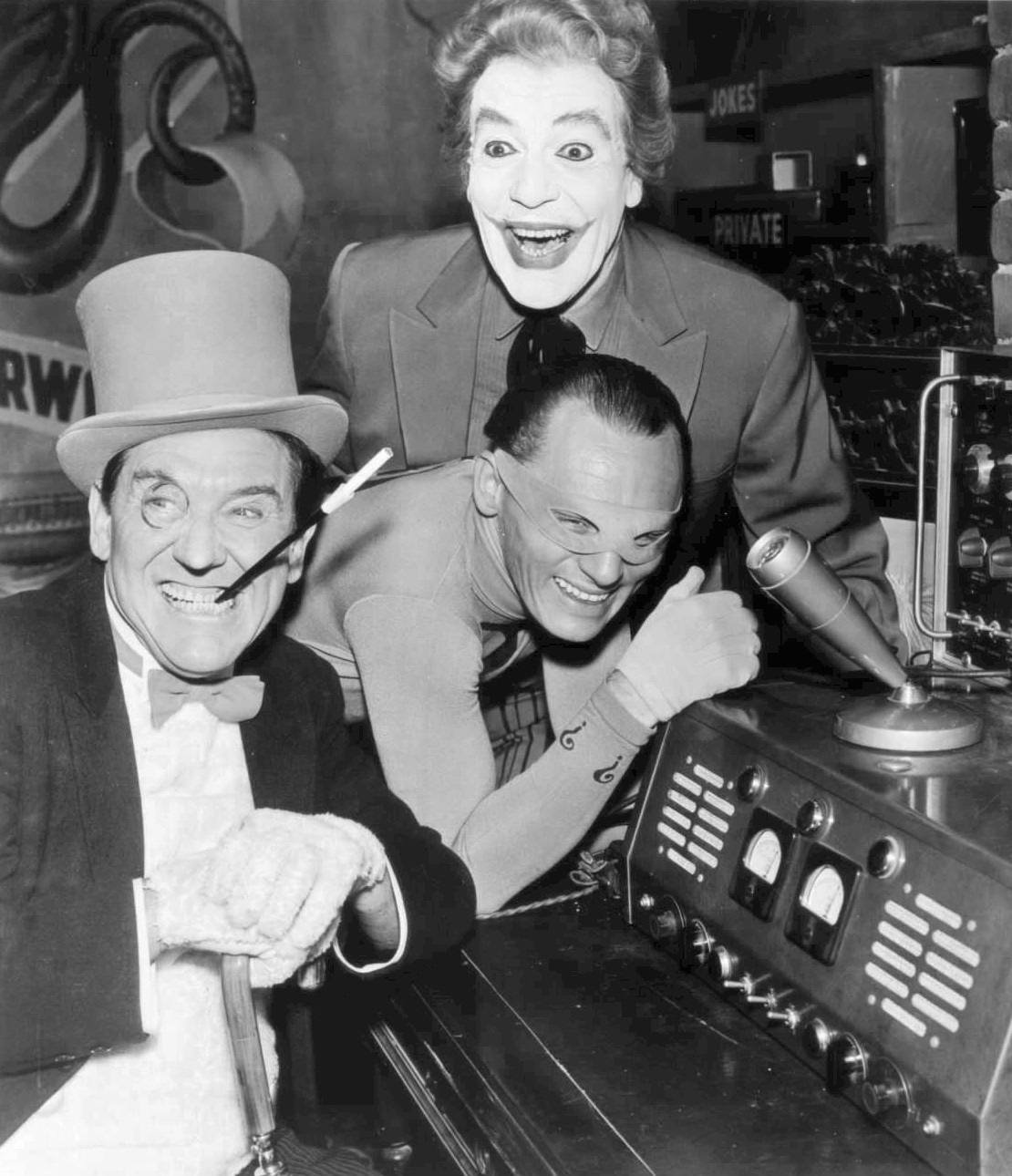
Riddler en el centro, acompañando al Joker (arriba) y a Pingüino (abajo), de la serie televisiva de 1966.

- El Pingüino se encuentra en la serie de televisión Batman de 1960, en la que fue interpretado por Burgess Meredith. A Spencer Tracy se le ofreció el papel, pero dijo que solo aceptaría el papel si se le permitía matar a Batman. La actuación de Meredith es quizás mejor recordada por su risa característica, que pretende imitar el graznido de un pingüino. (Una de las causas de la risa fueron los cigarrillos que el personaje siempre fumaba, lo que irritaba la garganta de Meredith cuando era un ex fumador). Sus matones visten sombreros negros y ropa oscura adornada con nombres de varios animales de presa, como las aves ("Halcón") o pescado ("Tiburón"), o a veces simplemente "Henchman". Su celda de prisión está en la sección de "Supervillanos" junto a la de Joker, Riddler, Catwoman, Egghead, Rey Tut, y contigua a la celda del falsificador Ballpoint Baxter.[30] En un episodio, afirma haber sido un actor. En la escisión teatral de la película, comanda un submarino nuclear pintado para parecerse a un pingüino. Su nombre de pila, Oswald Cobblepot, nunca se usó en esta serie ni en la película; los subordinados de Joker, y incluso en el tribunal penal, se le identifica como "Sr. Pingüino".[31] Ocasionalmente usa" Sr. PN Guinn "como alias.[32] Burgess Meredith también hizo una breve aparición como el pingüino en el episodio de 1968 de The Monkees titulado "Monkees Blow Their Minds".

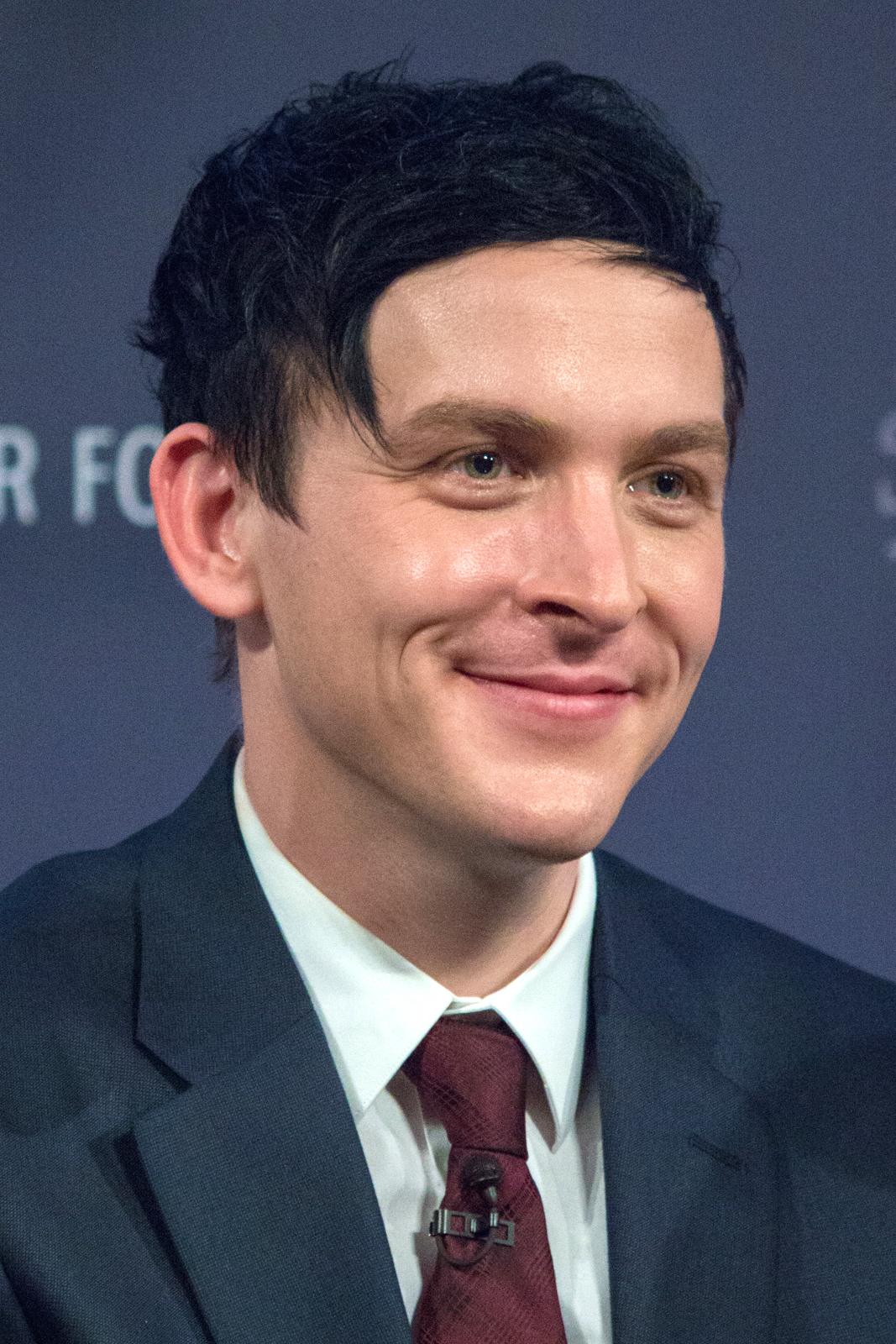
Robin Lord Taylor interpreta al Pingüino en la serie Gotham.

- Robin Lord Taylor interpreta a un joven Oswald Cobblepot en la serie de televisión Gotham, como uno de los personajes principales del programa, y también se le ha llamado el personaje principal del programa.[33] Esta versión del personaje es un criminal despiadado de poca monta que, al comienzo de la serie, trabaja para la mafiosa Fish Mooney (Jada Pinkett Smith). La serie remonta su ascenso al poder y su viaje hacia convertirse en el Pingüino.[34] Esta versión del personaje es LGBT, y tiene una relación complicada de amor y odio con el criminal Edward Nygma (Cory Michael Smith).[35]

#### Animación
- El Pingüino es un personaje importante en The Adventures of Batman de Filmation, en el que la voz del personaje fue proporcionada por Ted Knight.
- Junto con el Joker, el Pingüino fue uno de los villanos que aparecieron en los episodios de Las nuevas películas de Scooby-Doo - "The Dynamic Scooby-Doo Affair" y "The Caped Crusader Caper", que luego se combinaron en el DVD que Scooby-Doo conoce a Batman. Una vez más fue expresado por Ted Knight.
- Originalmente, se suponía que el Pingüino debía aparecer en la temporada Challenge of the Super Friends de Súper amigos como miembro de Legión del Mal. Sin embargo, debido al desarrollo de The New Adventures of Batman de Filmation, el Pingüino se limitó a aparecer en la serie.
- En la serie de Filmation The New Adventures of Batman, Pingüino es interpretado por Lennie Weinrib. Con frecuencia hace rodar su 'r' y se ríe de una manera similar a la representación de Burgess Meredith, aunque tiene un acento elegante de tono alto. Aparece en "Reading, Writing and Wronging", "Birds of a Feather Fool Around Together" y "Have a Evil Day, Partes 1 y 2".
- Cuando el Pingüino apareció en el episodio "El caso de los poderes robados" de The Super Powers Team: Galactic Guardians. Robert Morse le expresó. Se le muestra en la cárcel como un compañero de celda de Félix Fausto. Él gana los superpoderes de Superman por accidente cuando Félix Fausto intenta obtenerlos para sí mismo. Batman no está en el episodio. Usando los poderes de Superman, comete una ola de crímenes donde logra derrotar a Hawkman, Samurai y Aquaman. Usando un jet pack y un láser que emite energía del Sol Rojo, Superman se une a Wonder Woman y Firestorm para luchar contra el Pingüino hasta que los demonios de Félix Fausto lo capturan. Después de que Firestorm y Wonder Woman hagan un truco kryptonita para hacer que Félix Fausto devuelva los poderes de Superman, el Pingüino y Félix Fausto son devueltos a la cárcel, donde son compañeros de celda nuevamente, para gran consternación de ambos villanos.
- El Pingüino se presenta en el Universo animado de DC Comics, expresado por el ganador del Premio de la Academia Paul Williams en todas sus apariciones, excepto en Batman: Mystery of the Batwoman, donde es interpretado por David Ogden Stiers.
  - Pingüino aparece en Batman: The Animated Series. Esta versión del personaje presentaba las deformidades físicas de la versión de Batman Returns, como aletas, una nariz en forma de pico y un presentimiento obvio, pero conservó los modales y la personalidad tradicional de sus contrapartes de cómics, aunque todavía se refiere a sí mismo como un " pájaro". Incluso tiene el pato de goma como se ve en el episodio El mecánico. Sus apariciones más destacadas incluyen los episodios "20 - Tengo a Batman en mi sótano", "29 - El extraño secreto de Bruce Wayne", "35 - Casi lo atrapo(LAT) /Casi le pillo(ESP) " "48 - El mecánico", "52 - Aves del mismo Nido"," 54 - Ciego como un murciélago(LAT) /Más ciego que un murciélago(ESP)"y" 72 - Segunda Oportunidad". Es el único villano de la serie, aparte del Joker, que no debe contar una historia de origen.
  - Pingüino regresa en el seguimiento de 1997 de la serie animada original, The New Batman Adventures. En esta serie, el personaje apareció más como su retrato de cómic tradicional. Su papel también fue similar al de los cómics.: un "legítimo" empresario y jefe de la mafia que dirige un club nocturno llamado "The Iceberg Lounge". En "Los Millones del Guasón" el Pingüino organiza una fiesta en el Iceberg Lounge para un Guasón recién adinerado (que había heredado una fortuna de un mafioso rival). Sin embargo, la mano derecha del mafioso atacó la fiesta, enfurecido que el Guasón heredara el dinero en lugar de él. Pingüino, Guasón y los otros huéspedes son rescatados por Ala Nocturna y Batichica. Más tarde, Pingüino intenta impedir que Batman interrogue a uno de los secuaces de Guasón en el Salón Iceberg, pero lo considera y decide no hacerlo. En "The Ultimate Thrill", Pingüino contrata a Roxy Rocket para que le robe objetos de valor. Cuando los atracos de Roxy comienzan a amenazar con exponer a Pingüino, él intenta matarla. Cuando ella se escapa, él ordena a sus secuaces que la asesinen. Batman más tarde llega al apartamento del Pingüino y, después de una breve pelea, lo interroga por el paradero de Roxy. En "Girl's Night Out" Pingüino trata de hacer a Livewire, Harley Quinn y Poison Ivy abandonan el Iceberg Lounge por causar una conmoción. En represalia, Hiedra Venenosa inunda el Lounge con enredaderas; Más tarde, se ve que Pingüino contrató a arboristas para que los cortaran. En el "Día del juicio final" se muestra al Pingüino comprando joyas robadas a Killer Croc y Dos Caras, a quienes engaña de su legítimo pago. Después de que se van, el Pingüino es atacado por un vigilante conocido como el Juez, que lo ataca y lo aplasta con un gran apoyo de Pingüino. Un informe de noticias menciona que Pingüino sobrevivió, pero fue dejado en condición crítica.
  - El Pingüino aparece en Superman: The Animated Series, en el episodio "Knight Time", en el que Superman (disfrazado de Batman) y Robin lo interrogan para encontrar al Sombrerero Loco.
  - Aunque el Pingüino no aparece en Batman Beyond, uno de los trajes de Pingüino se ve en exhibición en el Batcave en el episodio "Black Out". Además, un actor teatral que lo interpreta en la obra de teatro musical The Legend of Batman se ve en el episodio "Out of the Past". Cuando se le preguntó sobre el destino de los pingüinos, el creador del programa Paul Dini dijo que los pingüinos terminaron retirándose de la industria de los clubes nocturnos (presumiblemente cerrando el Iceberg Lounge) y abrieron un centro de cuidado diurno, donde los niños lo llaman "tío Pengy".
- Mientras que el Pingüino no aparece en Justice League Unlimited, su club, el Iceberg Lounge, hace un cameo al comienzo del episodio "This Little Piggy". Batman también se refiere a una ocasión en la que tuvo que hacerse pasar por un cantante que Pingüino había secuestrado.
- El personaje apareció en The Batman, con la voz de Tom Kenny. En esta continuidad, el Pingüino se preocupa principalmente por restablecer el nombre de la familia Cobblepot en la sociedad robando a los ciudadanos de Gotham para reconstruir su riqueza. Mientras comparte el amor de la encarnación cómica por las aves y la apariencia aristocrática, este pingüino conservó una apariencia deformada más similar a la de Batman Returns.Encarnación, pero con el pelo anaranjado (similar a las crestas de un pingüino de Rockhopper) en lugar de negro y calvo, y dientes afilados y puntiagudos, y dedos fusionados. Cuando lo capturan, lo colocan en Arkham Asylum, a pesar de que Pingüino está cuerdo en la mayoría de las otras representaciones. Además, en lugar de ser un caballero como en la mayoría de las encarnaciones, se lo presenta como grosero, egoísta y arrogante. A veces es ayudado por dos henchwomen, un par enmascarado llamado los gemelos de Kabuki, y es a menudo socios con el Joker. Además, sabe artes marciales después de entrenar en Asia y es lo suficientemente atlético como para participar en un combate cuerpo a cuerpo con Batman, esquivando y parando con sus varios paraguas de truco, incluso golpeando al Joker en el episodio "The Laughing Bat". Él guarda rencor contra Alfred Pennyworth porque los Pennyworths dejaron el servicio de los Cobblepots generaciones antes. El arte conceptual no utilizado del programa indica que se había considerado una versión más clásica de Pingüino para el programa.[36]
- En la serie animada Krypto, el superperro, los pájaros entrenados del Pingüino, conocidos como los Bad News Birds, son enemigos recurrentes de Krypto y Ace, el Bati-sabueso. Los Bad News Birds consiste en Artie the Puffin, Griff the Vulture (interpretado por Matt Hill) y Waddles the Penguin (interpretada por Terry Klassen). Aunque se hace referencia al Pingüino en esta serie, nunca hace una aparición.
- El Pingüino se presenta en Batman: The Brave and the Bold con la voz de Stephen Root. En "¡Leyendas del ácaro oscuro!", Aparece en la fantasía de Bat-Mite. En "La extravagante aventura de Aquaman", Batman termina lidiando con la ola de crímenes del Pingüino. Cuando se captura a Batman y se lo coloca en una trampa mortal para pájaros que beben, Aquaman llega a su rescate y se sorprende por el Pingüino, quien revela que sus drones paraguas esparcirán un gas paralítico sobre la ciudad de Gotham. Aquaman logra hacer contacto con algunos cangrejos para liberar a la familia, ya que el Pingüino atrae a sus secuaces en Batman y la familia Aquaman. Batman redirige los drones paraguas al océano y luego persigue al pingüino. Al alcanzarlo en su submarino, Batman logra atascar el paraguas del pingüino con su capa y derrotarlo. Luego vino en "Chill of the Night!" como uno de los villanos en una subasta de armas celebrada por Joe Chill. El Pingüino tiene un breve cameo en el teaser de "The Last Patrol!" y también aparece en "¡La noche de los Batmen!" luchando contra Aquaman con un disfraz de Batman, para ser derrotado más tarde.
- El Pingüino se menciona varias veces en Beware the Batman. En "Animal", Harvey Dent y su Unidad Especial de Delitos están mirando un boceto del Pingüino, y Dent se pregunta si se parece a un Pingüino o si en realidad lo es. En "Epitaph", un periódico leído por un policía tiene un titular sobre los avistamientos de "Hombre Pingüino". En el mismo episodio, un indicador de noticias muestra el titular "Oswald Cobblepot identificado como el 'Hombre Pingüino'".
- El Pingüino aparece en el episodio "Double Cross" de Justice League Action, con la voz de Dana Snyder. Él es el que contrata a Deadshot para sacar a Dos Caras.
- El Pingüino aparece en el episodio de DC Super Hero Girls, "#EmperorPenguin", con la voz de Alexander Polinsky. Esta versión del personaje es un estudiante de la Escuela Metropolis High que ejecuta una serie de planes deshonestos y chantajea a otros estudiantes para que ayuden con ellos.

### Películas

#### Acción en vivo
- Burgess Meredith repitió su papel de pingüino en la película de 1966 Batman junto con otros villanos del programa de televisión.
- En el guion escrito por Tom Mankiewicz para la película deshecha de The Batman, que se hizo más tarde como la película de 1989 Batman, el Pingüino se presentó como un traficante de armas con baja temperatura corporal, descrito como un "hombre delgado y alto". El fallecido Peter O'Toole fue considerado para el papel.
- En un borrador inicial de Batman 2, que luego se hizo como Batman Returns, la trama principal involucró a Pingüino y Catwoman en busca de un tesoro escondido.

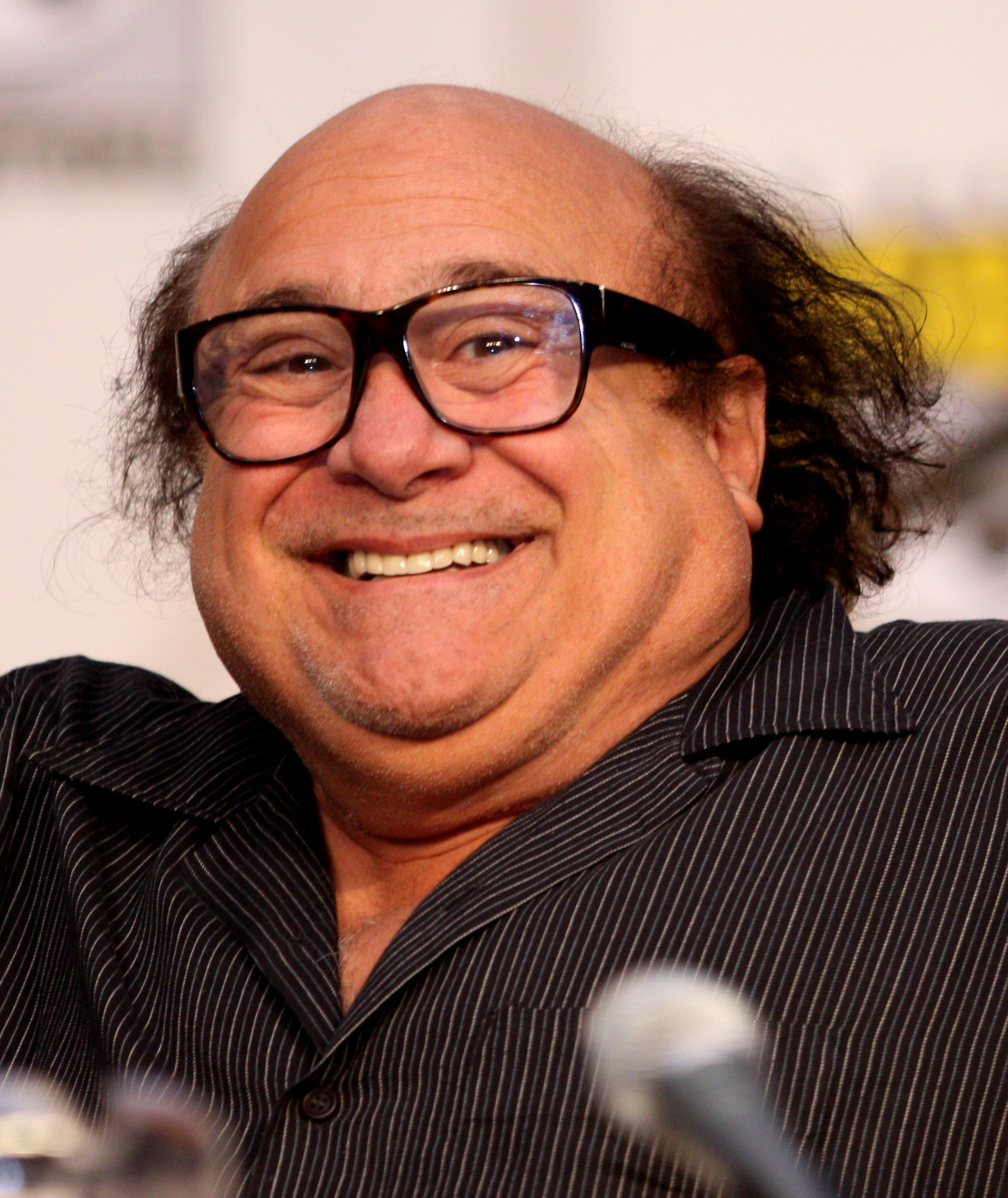
Danny DeVito interpreta al personaje en la película Batman Returns.

- Danny DeVito interpretó al Pingüino en Batman Returns. Si bien este pingüino conservó muchas marcas comerciales, como una variedad de paraguas de truco y el uso de un monóculo, se le dio un cambio de imagen dramático. Donde la versión cómica varía entre una cabeza calva de pelo corto y varios grados de adelgazamiento, este pingüino sigue siendo calvo en la parte superior, pero con el resto del cabello largo y fibroso. Sus manos son aletas con los dedos pulgar e índice, y los tres dedos restantes se fusionan. Un líquido no identificado de color verde oscuro, parecido a la bilis, a veces gotea de su nariz y boca. En lugar de un smoking, lleva un más gótico, victoriano traje al estilo de una Jabot a diferencia de una pajarita, su chaleco es cruzado con 6 botones. En ciertas escenas, también usa botas negras, un dickey y un traje de unión. Sin embargo, el diseño de Burton mantuvo el sombrero de copa que se ve en los cómics junto con un monóculo y un cigarrillo en algunas escenas. También tiene apetitos parecidos a los pingüinos, como se muestra en una escena en la que devora un pescado crudo. El director Tim Burton, inspirado en la película El gabinete del Dr. Caligari, reimaginó al personaje no como un caballero elocuente del crimen, sino como un asesino deformado, psicopático e infanticida que tiene un rencor homicida contra los aristócratas de Ciudad Gótica. La película le proporciona una historia de fondo en la que sus ricos padres Tucker y Esther Cobblepot (Paul Reubens y Diane Salinger), quienes temían que se convirtiera en una amenaza para la sociedad después de verlo atacar a su gato, lo arrojaron a la alcantarilla cuando era un bebé, pero sobrevivió y fue criado por pingüinos que vivían en las líneas de alcantarillado de un zoológico abandonado, y viajó en el monstruo de Red Triangle Circus Gang cuando era niño. 33 años después, reaparece como adulto para postularse para alcalde de Gotham con la ayuda del empresario corrupto Max Shreck (Christopher Walken). Mientras tanto, planea matar a cada hijo primogénito de la élite de Gotham, y se une a Catwoman (Michelle Pfeiffer) para enmarcar a Batman (Michael Keaton) por asesinato. Batman frustra su plan y el Pingüino muere después de un duelo climático con el Caballero Oscuro, donde sucumbe a las heridas sufridas por la caída desde su techo y las aguas residuales tóxicas. Su familia de pingüinos realiza un funeral improvisado, empujando su cuerpo hacia el agua.
- El Pingüino se menciona directamente en Liga de la Justicia (2017). En una escena con un diálogo entre Bruce Wayne / Batman y Alfred Pennyworth, este último hace una broma acerca de cómo las personas solían tener que preocuparse solo por "explotar pingüinos de cuerda", una referencia a Batman Returns.[37]
- El Pingüino es mencionado por el expediente legal de Killer Croc en Escuadrón Suicida.
- Colin Farrell interpretó al Pingüino en el filme de 2022 The Batman.

#### Animación
- Aparece en Batman: el misterio de Batimujer, esta vez expresado por David Ogden Stiers. El complot involucra a Pingüino, Rupert Thorne y Carlton Duquesne en un trato ilegal de armas con el presidente de Kasnia. De las tres Batwomen, el Pingüino comparte una historia personal con la Dr. Roxanne Ballantine; ella encuadró a su novio Kevin años antes, lo que lo llevó a la cárcel para encontrar pruebas que pudieran conmutar su sentencia. Cuando Batwoman demuestra ser más de lo que esperaba, el Pingüino contrata a Bane para matarla. Posteriormente, fue arrestado junto a Thorne y Duquesne.
- Tom Kenny repitió su papel de Pingüino en la película animada The Batman vs. Drácula. En la película, después de escapar de Arkham Asylum, el Pingüino, después de cortar accidentalmente la mano en su cuchillo paraguas y sangrar en un cadáver, resucita accidentalmente al Conde Drácula en el cementerio de Gotham (mientras busca un tesoro enterrado). Drácula entonces hipnotiza al Pingüino para trabajar para él y Joker se convierte en vampiro por Drácula a pesar de las advertencias de Pingüino. Batman más tarde le da a Joker y los otros vampiros el antídoto después de varias pruebas. Luego, Pingüino es liberado del hechizo de la muerte de Drácula, pero es arrestado por intentar robar el tesoro (que pertenecía a una mafia criminal) y por tratar de matar a Vicki Vale por Drácula, por lo que fue devuelto al Asilo Arkham, ya que la policía hizo don. No creas sus quejas sobre "vampiros con grandes colmillos de honkin".
- El Pingüino aparece en la película animada Lego Batman: The Movie - DC Super Heroes Unite (una adaptación del videojuego del mismo nombre), con la voz de Steven Blum.
- El paraguas del Pingüino se puede ver en Batcave en Justice League: The Flashpoint Paradox, al final de la película.
- El Pingüino aparece en Batman: Assault on Arkham, expresado de nuevo por Nolan North. Amanda Waller lo contrata para dar armas, equipo y refugio al Escuadrón Suicida en su salón Iceberg durante la noche anterior a su misión de infiltrarse en el Asilo Arkham y sacar al Riddler. Parece haber trabajado con Deadshot antes y lo respeta como el mejor asesino de la ciudad, ya que elige trabajar solo con los mejores, y guarda rencor contra Joker y Harley Quinn por haber hundido un camión de sus cigarrillos "solo por una risa".
- El Pingüino aparece en Lego DC Comics Super Heroes: Justice League vs. Bizarro League, donde es interpretado por Tom Kenny. Gorilla Grodd le lava el cerebro, el Capitán Frío, Deathstroke y Giganta para que le roben cajas de bananas. Cuando se rompe el control mental, se va en su vehículo de pato, pero Green Arrow le dispara una flecha de red y lo capturan.
- El Pingüino aparece en Batman Unlimited: Animal Instincts, con la voz de Dana Snyder. Esta versión es más musculosa y de forma algo desigual, ya que sus piernas son más pequeñas que la mitad superior de su cuerpo. Parecía haber envejecido un poco debido a sus arrugas y el pelo canoso, aunque todavía es muy fuerte. Su monóculo es robótico, lo que le permite analizar en secreto su entorno y escuchar conversaciones. Cansado del desprecio que recibe por su apariencia, decide destruir Gotham con meteoritos. Para este fin, forma su Animalitia, que consiste en Cheetah, Killer Croc, Silverback y Man-Bat. Cura a Man-Bat de su aflicción ocasionalmente por el genio de Kirk Langstorm, quien construye robots animales para servir como el ejército de la Animalitia. Su plan termina frustrado y se escapa en una vaina, que desafortunadamente aterriza en la Antártida. Snyder retoma su papel como Pingüino en la secuela Batman Unlimited: Mechs vs. Mutants.
- El Pingüino aparece en la película animada directa a video Lego DC Comics Super Heroes: Justice League: Attack of the Legion of Doom, interpretada de nuevo por Tom Kenny. Él es uno de los villanos que audicionan para un lugar en la Legión del Destino. Penguin junto a Joker y Man-Bat son rechazados porque la Legión del Mal no tiene suficientes lugares de estacionamiento en su sede.
- El Pingüino hace una aparición al final de Batman: Bad Blood, donde se lo ve en medio de una persecución en auto con la policía y los miembros de Bat-Family lo detienen.
- El Pingüino aparece en Lego DC Comics Super Heroes: Justice League: Gotham City Breakout con Tom Kenny retomando su papel. Él es uno de los villanos liberados involuntariamente de Arkham por Superman. Cerca del final de la película, Cyborg lo derrota y lo envía de regreso a Arkham.
- El Pingüino aparece en Batman: Return of the Caped Crusaders y su secuela Batman vs. Two-Face, con la voz de William Salyers.
- El Pingüino aparece en The Lego Batman Movie, con la voz de John Venzon, quien no fue acreditado para el papel.[38] Aparece como uno de los numerosos villanos que intentan destruir Gotham City. A diferencia de la mayoría de sus actuaciones en el cine, Pingüino aparece como un personaje secundario y tiene solo un par de líneas. Su apariencia enfermiza, su vestimenta (principalmente la corbata manchada y su pelaje mullido) y sus dientes puntiagudos se basan en el retrato de Danny DeVito en Batman Returns. Su ropa ha sido diseñada para verse estirada sobre su estómago con los botones a punto de estallar, imitando su obesidad. También tiene una pequeña muesca en el labio superior, que muestra dónde estaría su nariz puntiaguda (la mayoría de los personajes de LEGO no tienen nariz).
- El Pingüino aparece en DC Super Heroes vs. Eagle Talon, con la voz de Mitsuo Iwata.[39]
- Una versión del Pingüino de Japón feudal aparece en la película de anime Batman Ninja,[40] con la voz de Chō y Tom Kenny en japonés e inglés respectivamente.[41][42]
- La versión valiente y audaz del Pingüino aparece en Scooby-Doo! & Batman: The Brave and the Bold, con la voz de Tom Kenny.
- El Pingüino aparece en la película Lego DC Comics Super Heroes: The Flash con Tom Kenny repitiendo su papel. Se prepara para disparar un misil gigante cuando Batman viene a detenerlo, pero Batman accidentalmente dispara su misil. Reverse-Flash viene para detenerlo al desarmarlo y construir un patio de recreo con sus partes y las de su auto. Se convierte en el cuarto de los muchos villanos que captura de Reverse-Flash se gana los corazones de los ciudadanos.
- El Pingüino aparece en la película cruzada Batman vs. Teenage Mutant Ninja Turtles, con la voz de Tom Kenny. Con la intención de robar tecnología valiosa de Empresas Wayne, el Pingüino terminó luchando contra las Tortugas, quienes lo derrotaron a pesar de su paraguas armado. Más tarde fue contratado por Ra's al Ghul para robar la misma tecnología de un barco de Empresas Wayne, pero Shredder lo traicionó matando a sus hombres y negándose a pagarle. Al no tener otra opción, el Pingüino se fue sin pagar.

### Videojuegos
- Lego Batman: The Videogame (Tom Kenny)
- DC Universe Online (David Jennison)
- Batman: Arkham City (Nolan North)
- Lego Batman 2: DC Super Heroes (Steven Blum)
- Batman: Arkham Origins (Nolan North)
- Batman: Arkham Knight (Nolan North)
- Batman: The Telltale Series (Troy Baker)